# Живой Мозг
Живой Мозг (англ. Living Brain) — персонаж американских комиксов издательства Marvel Comics, созданный сценаристом Стэном Ли и художником Стивом Дитко, дебютировавший в комиксе The Amazing Spider-Man #8 (январь 1964). Наиболее известен как один из первых врагов супергероя Человека-паука.
Живой Мозг был создан доктором Пэтти из International Computing Machines Corporation, который провозгласил его умнейшим из существующих роботов и компьютеров, способным ответить практически на любой поставленный перед ним вопрос. Создатель робота привёз его в Среднюю школу Мидтауна, где ученики попросили его установить истинную личность Человека-паука, после чего механизм дал ответ в формате математического кода. Затем Живой Мозг был украден преступниками, которые вызвали сбой в его системе, из-за чего тот стал агрессивным и устроил беспорядки в школе. В конечном итоге Человеку-пауку удалось остановить его. Годы спустя, Живой Мозг был перепрограммирован доктором Отто Октавиусом, на тот момент находившимся в теле Человека-паука. Учёный превратил его в своего ассистента. В дальнейшем, Октавиус поместил цифровую копию своего сознания в робота до тех пор, пока не получил собственное тело. В комиксе Amazing Spider-Man #6, являющимся 900-м выпуском онгоинга, Живой Мозг принимает гуманоидную форму и вновь бросает вызов Человеку-пауку, в попытках ответить на самый первый из заданных ему вопросов — «Кто такой Человек-паук?». Для этого он науськивает на супергероя Суперадаптоида, обладающего силами Зловещей шестёрки, однако, когда Человек-паук спасает Живого Мозга от уничтожения, тот проникается уважением к нему и решает не раскрывать его имя, а также встаёт на путь исправления.

## Вне комиксов

### Телевидение
Живой Мозг появляется в одноимённом эпизоде мультсериала «Человек-паук» (2017), где его озвучил Скотт Менвилл.

## Критика
Comic Book Resources поместил его на 4-е место в списках «10 самых умных роботов в комиксах Marvel» и «10 злодеев Человека-паука по уровню интеллекта».